# 알레한드로 스코페지
알레한드로 스코페지 카사노바(스페인어: Alejandro Scopelli Casanova aleˈxandɾo eskoˈpeli[*], 이탈리아어: skoˈpɛlli; 1908년 5월 12일, 라 플라타 ~ 1987년 10월 23일, 멕시코 시)는 이탈리아계 아르헨티나인 축구 선수이자 감독이다. 현역 시절 스트라이커였던 그는 1929년과 1941년 사이 아르헨티나 국가대표팀에서 활약했고, 1930년에 초대 월드컵에 참가했다. 그는 이탈리아 국가대표팀 경기에 1경기 출전한 전적도 있다.

## 선수 경력
라 플라타 출신인 스코페지는 아르헨티나의 에스투디안테스 라 플라타에서 축구를 시작해 "교사단"으로 회자되는 전설의 공격진으로 이름을 날렸다. 1931년, 그는 소속 구단에서 31골을 기록했지만, 33골을 넣은 동료 알베르토 소사야에게 득점왕 자리를 내주어야 했다.
1933년, 스코페지는 이탈리아로 건너가 로마에 입단했다. 당시 그는 속인주의에 따라 이탈리아 시민권을 취득하고 이탈리아 국가대표팀 경기에 출전한 적도 있다. 1936년, 스코페지는 아르헨티나로 복귀해 라싱 클루브 아베야네다로 이적했다. 그는 말년에 프랑스의 에투알 루즈 드 파리에서 뛰었는데, 제2차 세계 대전이 발발하자 중립국으로 건너가 벨레넨스스와 당시의 벤피카에서 뛰었다. 1942년, 스코페지는 다시 남아메리카로 돌아가 우니베르시다드 데 칠레에서 말년을 보냈다.

## 감독 경력
현역 은퇴 후, 그는 멕시코의 아메리카, 스페인의 발렌시아, 에스파뇰, 그리고 데포르티보, 포르투갈의 벨레넨스스, 스포르팅 리스본, 그리고 포르투, 그리고 칠레의 우니베르시다드 데 칠레 감독을 맡았다.
스코페지는 파르티잔과의 1955년 9월 4일 스포르팅 리스본의 초대 유러피언컵 경기를 지휘하기도 했다.
스코페지는 칠레, 포르투갈, 그리고 멕시코 국가대표팀을 지도한 경력도 있다.

## 최후
1987년 10월 23일, 스코페지는 향년 79세로 멕시코 시에서 영면에 들었다.

## 경력 통계

### 국가대표팀 득점 기록
아래의 점수에서 왼쪽의 점수가 아르헨티나의 점수이다..
| #  | 날짜             | 경기장                                  | 상대     | 점수 | 결과 | 대회                         |
| -- | ---------------- | --------------------------------------- | -------- | ---- | ---- | ---------------------------- |
| 1. | 1929년 11월 16일 | 아르헨티나 부에노스 아이레스 가소메트로 | 우루과이 | 2–0  | 2–0  | 친선경기                     |
| 2. | 1930년 7월 26일  | 우루과이 몬테비데오 센테나리오          | 미국     | 2–1  | 6–1  | 1930년 월드컵                |
| 3. | 1937년 1월 9일   | 아르헨티나 부에노스 아이레수 가소메트로 | 파라과이 | 1–0  | 6–1  | 1937년 남미 축구 선수권 대회 |
| 4. | 1937년 1월 9일   | 아르헨티나 부에노스 아이레수 가소메트로 | 파라과이 | 4–0  | 6–1  | 1937년 남미 축구 선수권 대회 |

## 같이 보기
- 오리운도